# 合德镇
合德镇是中华人民共和国江苏省盐城市射阳县下辖的一个镇，是射阳县的县城，原县城是陈洋镇，后搬至该镇。合德镇是全县的政治文化中心。

## 行政区划
合德镇下辖以下地区：
交通路社区、虹亚社区、兴北社区、兴南社区、城南社区、锦绣苑社区、城东社区、合兴社区、庆南社区、大兴社区、淮海社区、兴庆社区、朝阳社区、永胜社区、发鸿社区、南苑社区、兴东社区、城西社区、同心社区、条心社区、城北社区、罾塘社区、陈洋社区、富洋社区、下圩社区、兴耦社区、三角镇社区、新淤村、合顺村、凤凰村、新曙村、运棉村、张林村、凤鸣村、凤南村、新条村、新利村、伍份村、桃园村、开洋村、条洋村、双丰村、新宏村、南北村、七埠村、洋南村、耦耕堂村、闸东村、友爱村、蒲港村、其林村、新西村和边港村。